# Poveda (Ávila)
Poveda es un municipio y localidad española de la provincia de Ávila, en la comunidad autónoma de Castilla y León. El término municipal tiene una población de 33 habitantes (INE 2024).

## Toponimia
Poveda es un colectivo en -eda a partir de pobo, povo, término castellano para "chopo", formado por regresión (análisis como diminutivo) del latín pōpūlu. Es abundante el grupo toponímico: Poveda de la Obispalía (Cuenca), Poveda de las Cintas (Salamanca), Poveda de la Sierra (Guadalajara),  La Póveda de Soria etc.
Los apellidos Poveda y Pobeda tienen igual origen e incluso puede haber personas emparentadas entre sí que lleven distinta su escritura. Los distintos documentos eclesiásticos consultados llevan ambas grafías, y muchas veces en función del escribiente, lo ponía de una forma u otra. Pero si se consulta algún libro de los países del este y aparece la palabra Pobeda, no se está refiriendo al apellido, sino que es la traducción literal de la palabra Victoria. Así encontramos desde un par de montañas en Rusia llamadas Pobeda, barcos, aviones, medallas militares, en las que el término Pobeda aparece. Pero también en objetos curiosos. El primer misil fabricado por la URSS fue el Pobeda.

## Geografía
Integrado en la comarca de Ávila, se sitúa a 40 km de la capital provincial. El término municipal está atravesado por la carretera N-110 en el pK 290. El relieve del municipio está caracterizado por el valle de Amblés por el sur y la Sierra de Ávila al norte. El valle está creado por el río Adaja, el cual hace de límite municipal con Pradosegar. La sierra de Ávila alcanza cotas cercanas a los 1600 m en el territorio, y hace de límite natural con Vadillo de la Sierra. La altitud oscila entre los 1600 m en la sierra y los 1150 m en el valle. El pueblo se alza a 1201 m sobre el nivel del mar. 
| Noroeste: Villatoro | Norte: Vadillo de la Sierra y Amavida | Noreste: Amavida |
| Oeste: Villatoro    |                                       | Este: Amavida    |
| Suroeste: Villatoro | Sur: Pradosegar                       | Sureste: Amavida |

Clima
En general el clima durante el año es frío alcanzándose temperatura extremas en invierno que producen grandes nevadas, por el contrario el mes más caluroso es julio.

## Historia
Se trata de un pueblo muy vetusto y de tradiciones arraigadas, en el que se tiene constancia de que habitaron los vetones.
A mediados del siglo XIX, el lugar contaba con una población censada de 122 habitantes. La localidad aparece descrita en el decimotercer volumen del Diccionario geográfico-estadístico-histórico de España y sus posesiones de Ultramar de Pascual Madoz de la siguiente manera:

POVEDA: l. con avunt. de la prov. y dióc. de Avila (6 leg.), part. jud. de Piedrahita (3 1/2), aud. terr. de Madrid (22), c. g. de Castilla la Vieja (Valladolid 23). sit. en la carretera que conduce de Avila á Plasencia: lo combaten los vientos E. y N; el clima es frio, y sus enfermedades mas comunes hidropesías y dolores reumáticos. Tiene 60 casas de inferior construccion, la de ayunt., cárcel, una fuente de buenas aguas, y una igl. parr. (San Blas) aneja de la de Villatoro. Confina el térm. N. Vadillo de la Sierra; E. Amavida; S. Pradosegar, y O. Villatoro; se estiende 1/2 leg. poco mas ó menos en todas direcciones y comprende un pequeño monte de encina bastante poblado, algunos prados con regulares pastos y 1,135 fan. de tierra, de las cuales se cultivan 935: brotan en él un sin número de fuentes de delgadas y saludables aguas: el terreno es de mediana calidad. caminos: los que dirigen á los pueblos limítrofes, en mal estado, y la citada carretera: el correo se recibe en la adm. de Avila, por baligero de Villatoro. prod.: trigo, centeno, cebada, lino, algarrobas, legumbres, frutas y patatas: mantiene ganado lanar y vacuno; y cria caza de conejas y perdices. ind.: la agrícola: el comercio está reducido á la esportacion de lo sobrante é importacion de los artículos de que se carece. pobl. 38 vec., 122 alm. cap. prod.: 543,950 rs. imp.: 21,748. ind. y fabril: 500. contr.; 4,445 rs. 14 mrs.
(Madoz, 1849, p. 181)

## Demografía
Poveda cuenta con una población de 33 habitantes (INE 2024).
| Gráfica de evolución demográfica de Poveda entre 1842 y 2021                                                          |
| |
| Población de derecho según los censos de población del INE. Población de hecho según los censos de población del INE. |

El pueblo se encuentra en una etapa de pocos habitantes que va decreciendo con el paso de los años debido a la emigración masiva de los años 1970 y 1980 hacia ciudades como Ávila o Madrid, abandonando el mundo rural que ha provocado una bajada de habitantes de los 299 de 1920 a la actual población.

## Economía
Goza de una economía estable debido a los pocos gastos y al apoyo de la Diputación Provincial de Ávila, su principal motor es la agricultura y la ganadería.

## Administración y política
Resultado de las elecciones municipales de 2011
DATOS DE PARTICIPACIÓN
|                   | Número | Porcentaje |
| ----------------- | ------ | ---------- |
| Total de votantes | 47     | 85,45%     |
| Abstención        | 8      | 14,55%     |
| Votos nulos       | 0      | 0%         |
| Votos en blanco   | 2      | 4,26%      |

RESULTADOS
| CANDIDATURAS                      | VOTOS | PORCENTAJE VOTOS | CONCEJALES |
| --------------------------------- | ----- | ---------------- | ---------- |
| Partido popular                   | 34    | 72,34%           | 3          |
| Partido Socialista Obrero Español | 11    | 23,40%           | 1          |

Fuente: RESULTADOS 2001 MIR

## Patrimonio

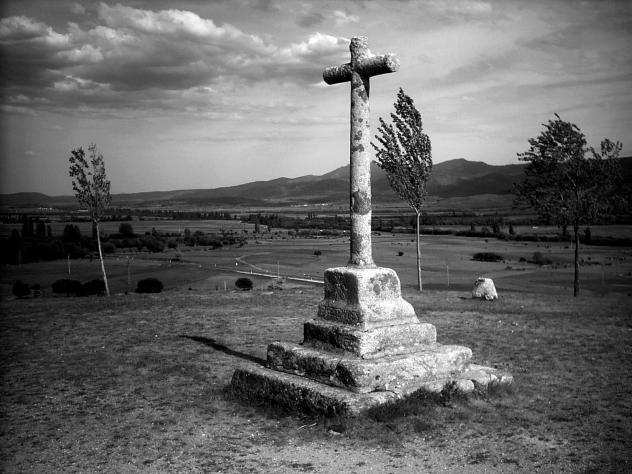
Cruz de Poveda
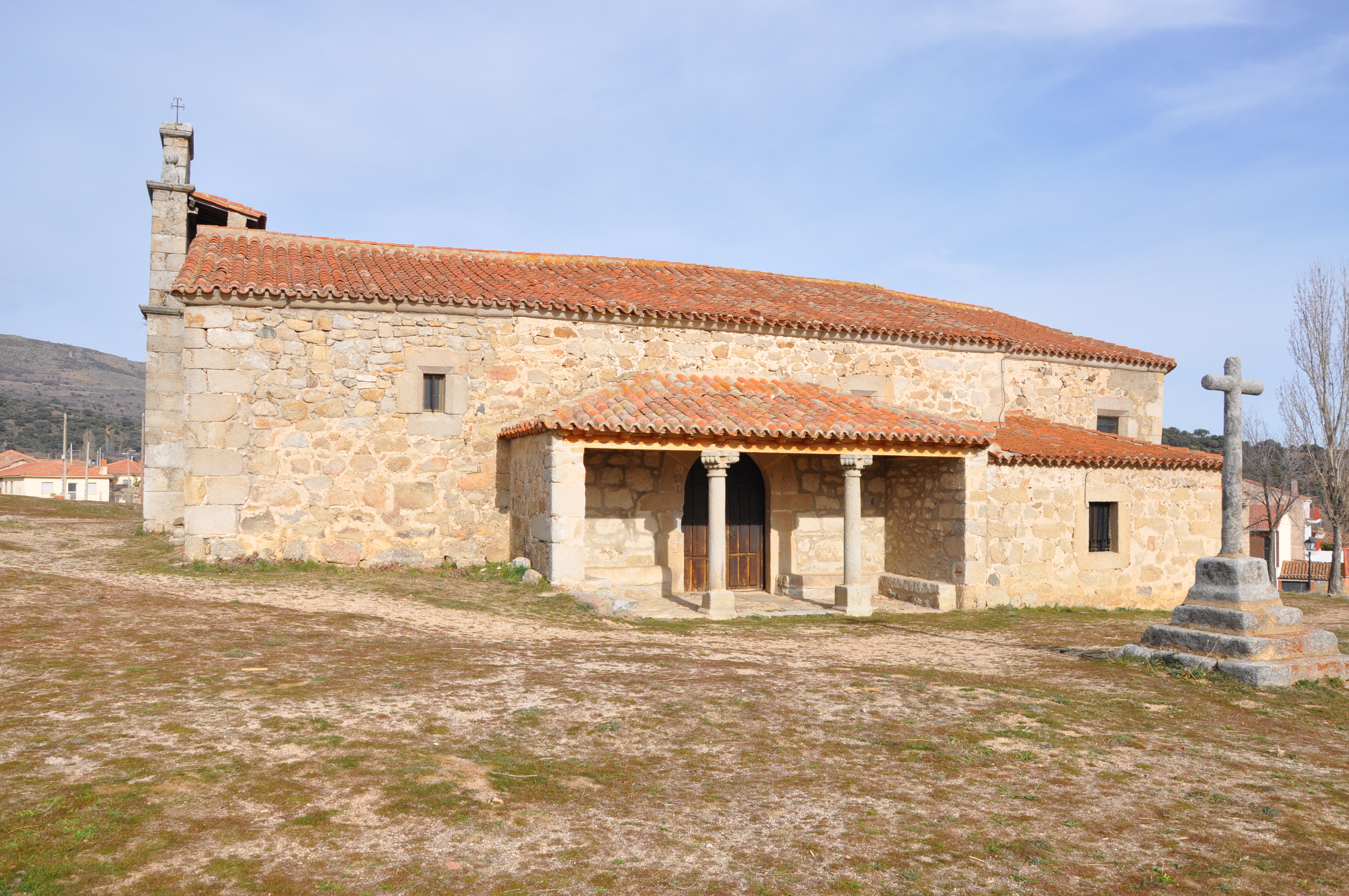
Iglesia de San Blas
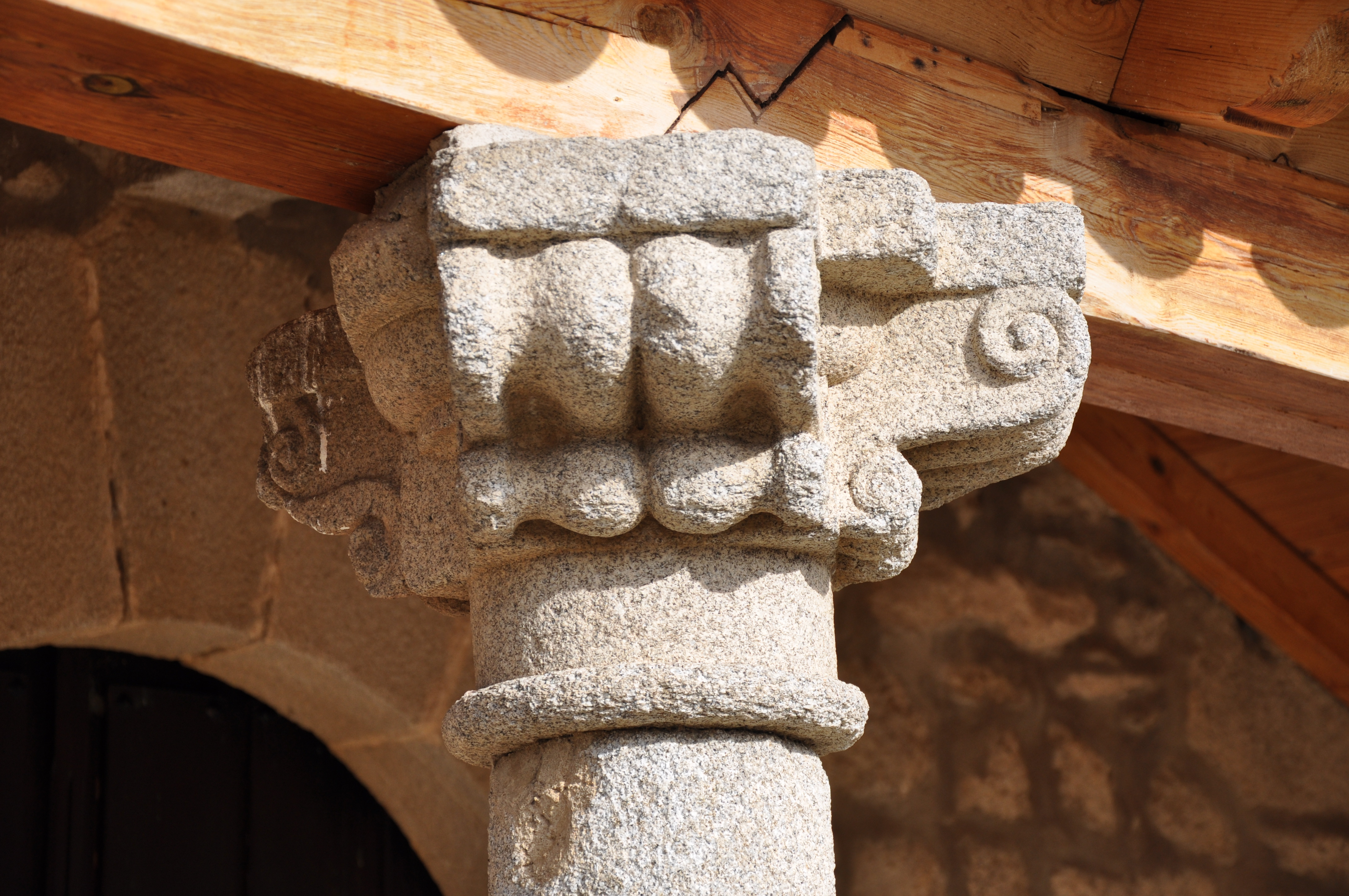
Capitel de la iglesia de san Blas
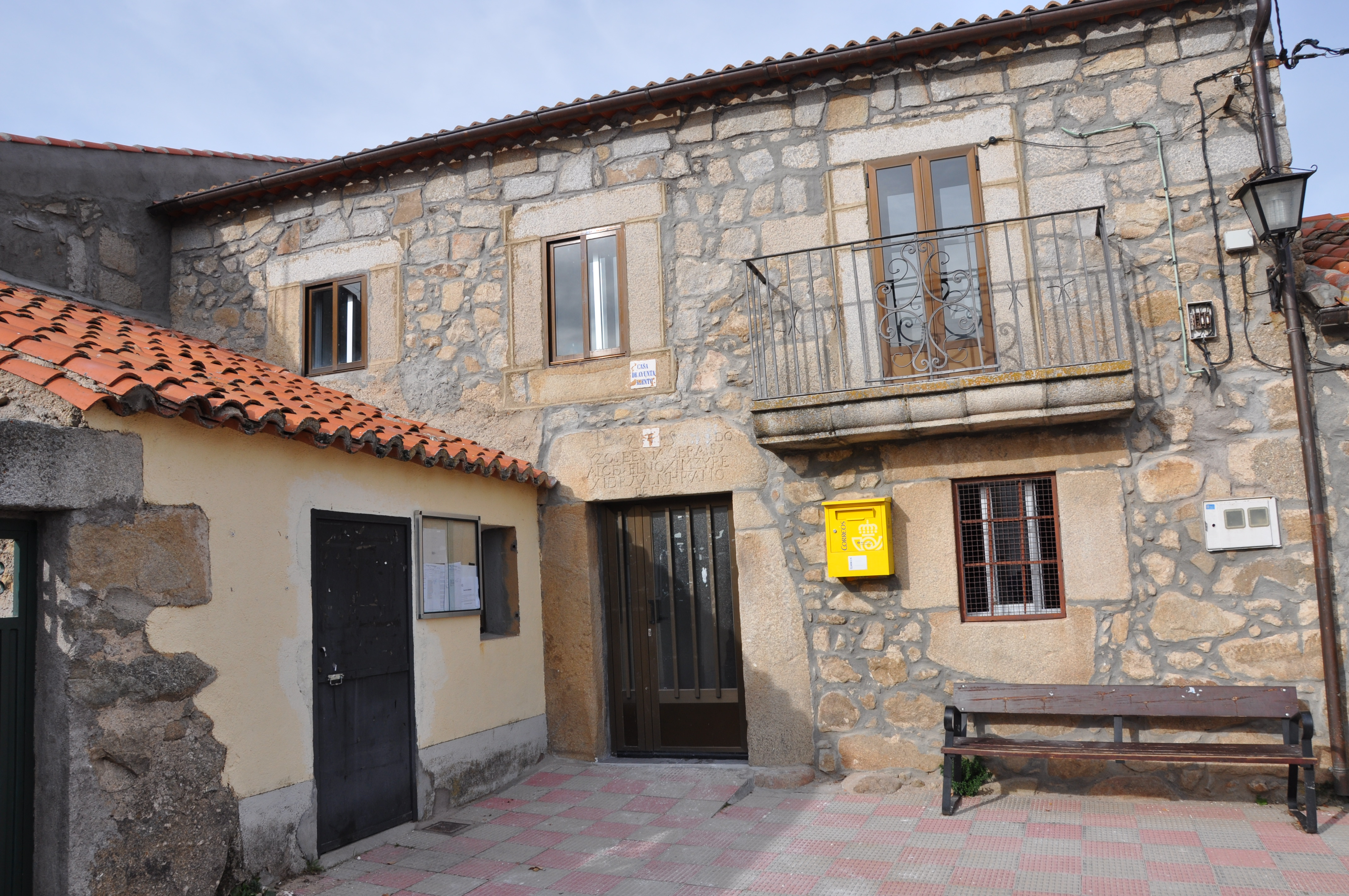
Casa del Ayuntamiento
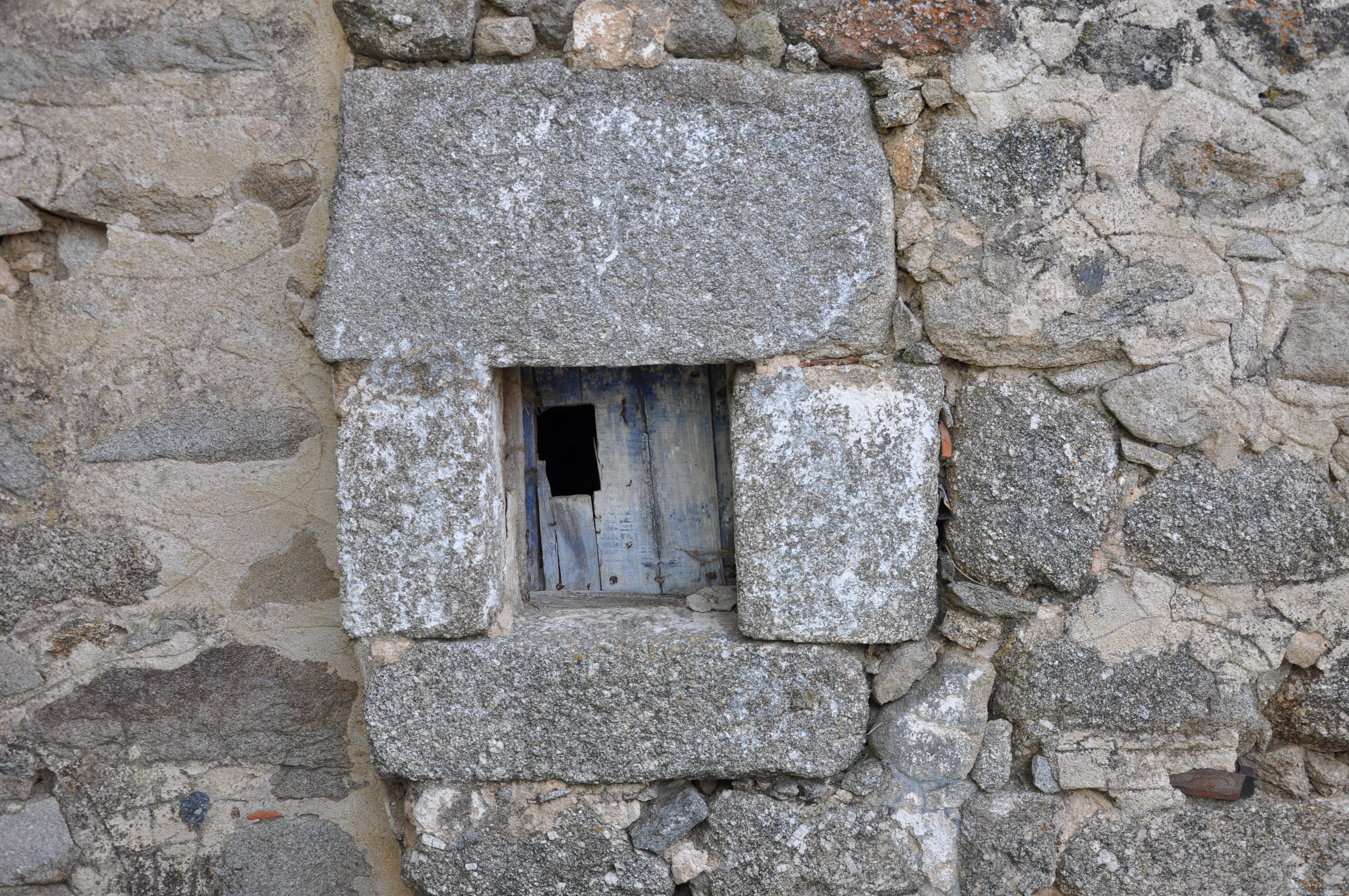
Ventanuco con gatera
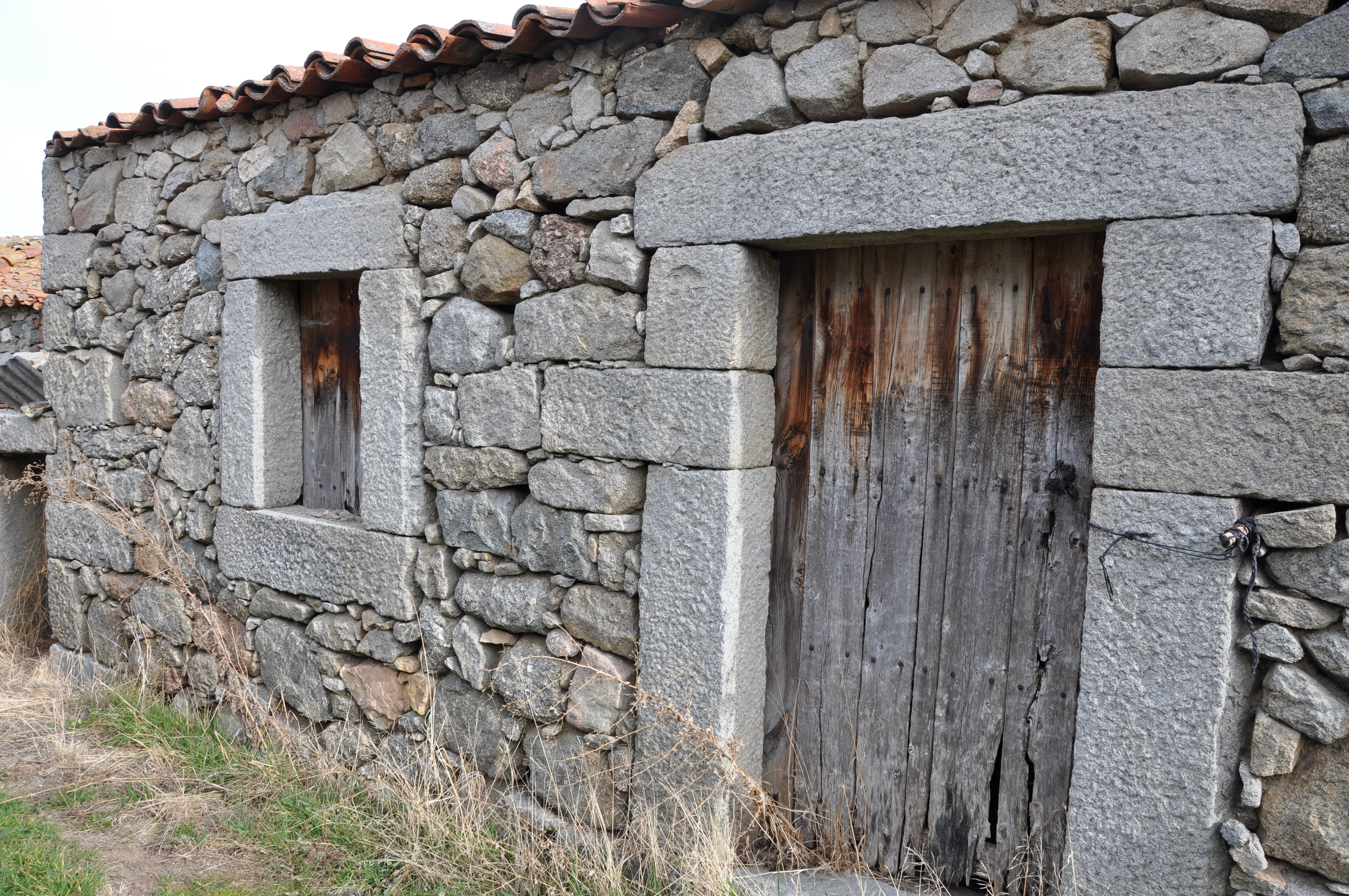
Pajar
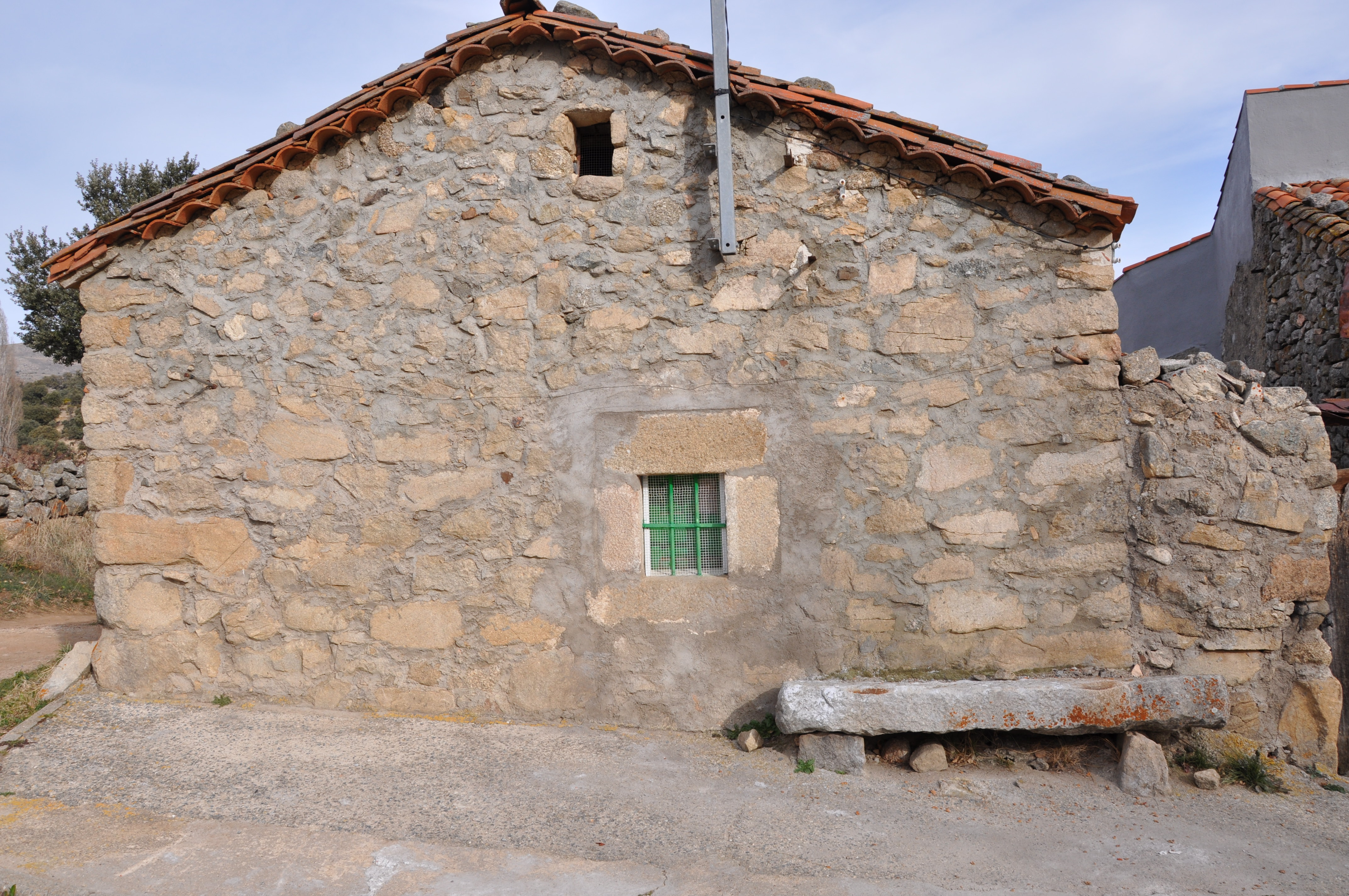
Casa con el tradicional poyo pegado a la pared
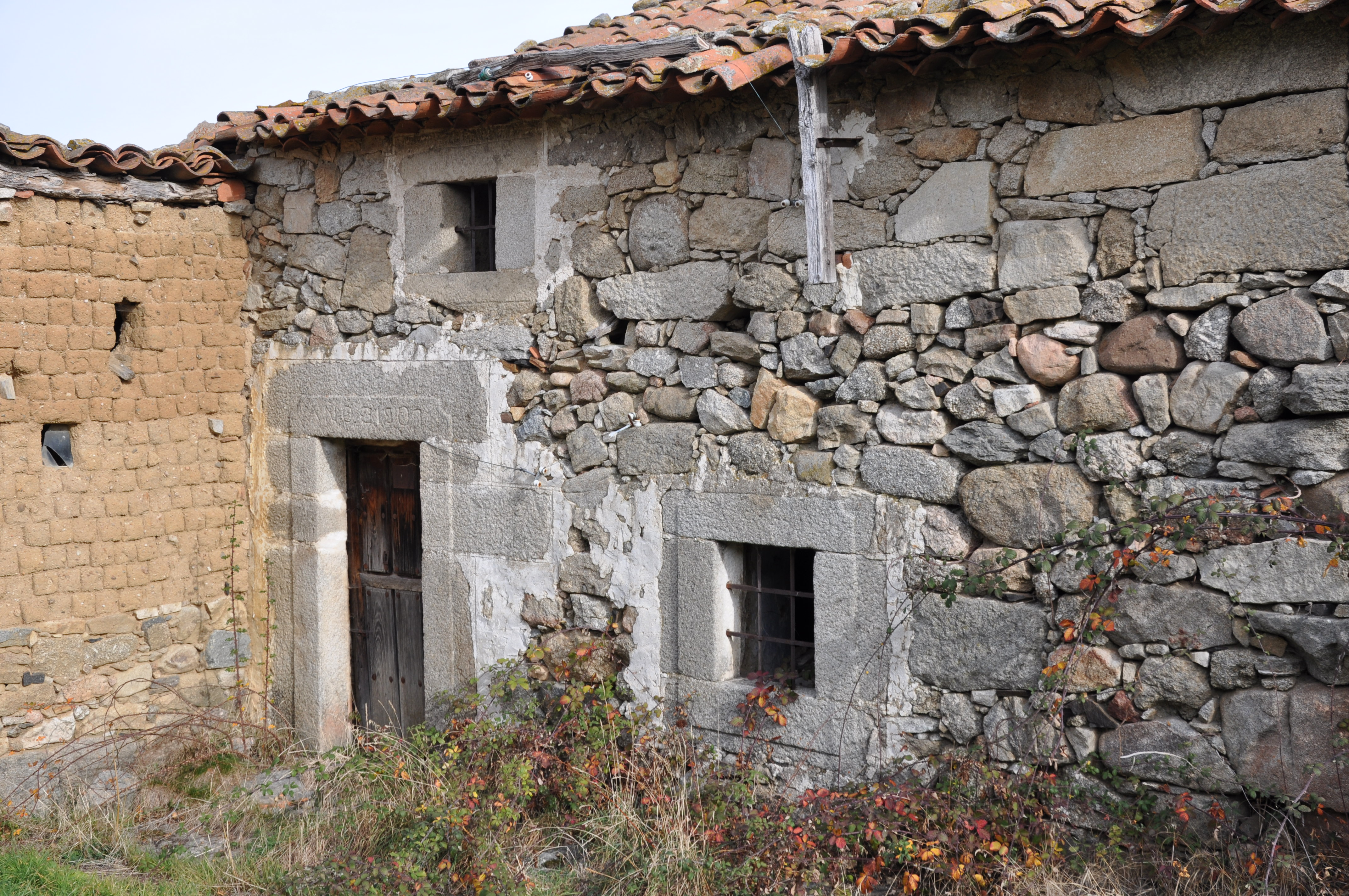
Casa tradicional con corral delantero

El símbolo principal del pueblo se podría decir que es la cruz católica que se halla imponente en lo más alto del cerro de la iglesia, también existe otra en el cementerio viejo.
Posee una iglesia del siglo XVI, que está siendo restaurada con donativos de los vecinos e hijos del pueblo. También se puede encontrar en el interior del pueblo una fragua recién restaurada, además de un monumento en ruinas denominado Monasterio de Nuestra Señora del Risco, que aunque no se encuentra en el término de Poveda se puede acceder fácilmente desde esta localidad. Por último, se puede hablar de una fuente, "El caño", situada a la entrada del pueblo, que dispone de dos grifos y un "pilón". Para finalizar está el denominado "Potro", lugar en el que hace décadas se herraban los animales, actualmente ha quedado en desuso.

## Fiestas
San Blas que se celebra el día 3 de febrero y las Candelas, con procesión popular del santo acompañada de dulzaina. En el mes de julio el día 21 se celebra una fiesta a Santa Bárbara aunque dicha onomástica es el día 4 de diciembre, se celebra este día según dichos de las personas mayores pues dicho día de verano se preparó una gran tormenta y ante el temor de que podía traer granizo sacaron a la santa en procesión lo que hizo que cayera solo agua.

## Monumentos y lugares de interés
- Ayuntamiento de Poveda. Está situado en la plaza principal teniendo anexo un recinto multiusos con capacidad para 200 personas el cual es llamado vulgarmente "las escuelas" y que ha albergado conciertos, actuaciones, torneos y degustaciones.
- Fragua. Antigua fragua rehabilitada y situada en la calle Fragua que se puede visitar para conocer las tradiciones de la localidad
- Estadio. De reciente construcción, situado detrás de la iglesia, sede del Club Deportivo XAMIZO F.C y con capacidad de 3vs3 personas. Puede albergar tanto partidos de fútbol gracias a sus porterías de fútbol. El estadio se encuentra actualmente en reformas, en el fondo norte se está produciendo a la reconstrucción de la portería que fue destruida debido a altercados ocurridos durante las pasadas fiestas de Santa Bárbara, aún no se conoce el plazo de finalización pero se espera que esté todo preparado para los torneos de verano.
- Parque nuevo. Se trata de un parque trasladado al este de la iglesia debido a la construcción del estadio Juan Carlos Jiménez sobre sus anteriores terrenos, cuenta con dos columpios un balancín y una colchoneta, es un punto de reunión de la gente del pueblo.
- El Caño. Situado a las afueras del pueblo por debajo de la iglesia, se trata de una fuente utilizada para recoger agua o beber el ganado, también es utilizada en las celebraciones de los títulos conseguidos por el Club local o de otros equipos afines como pudo ser el mundial ganado por España, actualmente se encuentra vallado en previsión de la celebración del título de copa esta noche, el partido podrá ser seguido en la plaza del pueblo en una pantalla gigante instalada por las peñas del Madrid y Barcelona por la final de la Copa de S. M. el Rey.